# Saison 2007 de l'équipe cycliste féminine T-Mobile
La saison 2007 de l'équipe T-mobile est la sixième de l'équipe. Si Bob Stapleton continue à gérer la T-Mobile et que les groupes féminins et masculins restent proches, Kristy Scrymgeour devient la gérante de la structure féminine. L'équipe est fortement renouvelée à cause des départs à la retraite. Oenone Wood, vainqueur des coupes du monde 2004 et 2005, rejoint l'équipe. Avec Arndt et Teutenberg, elles forment une équipe compétitives pour la coupe du monde. L'équipe finit la compétition à la troisième place, tout comme Teutenberg. Au classement UCI, l'équipe est première, Arndt prenant la troisième place. L'équipe montre une bonne régularité et dix coureuses sur onze sont classés par l'UCI. Au niveau des grands tours, l'équipe participe pour la première fois au Tour d'Italie féminin et y remporte trois étapes, performance également renouvelée sur le Tour de l'Aude.

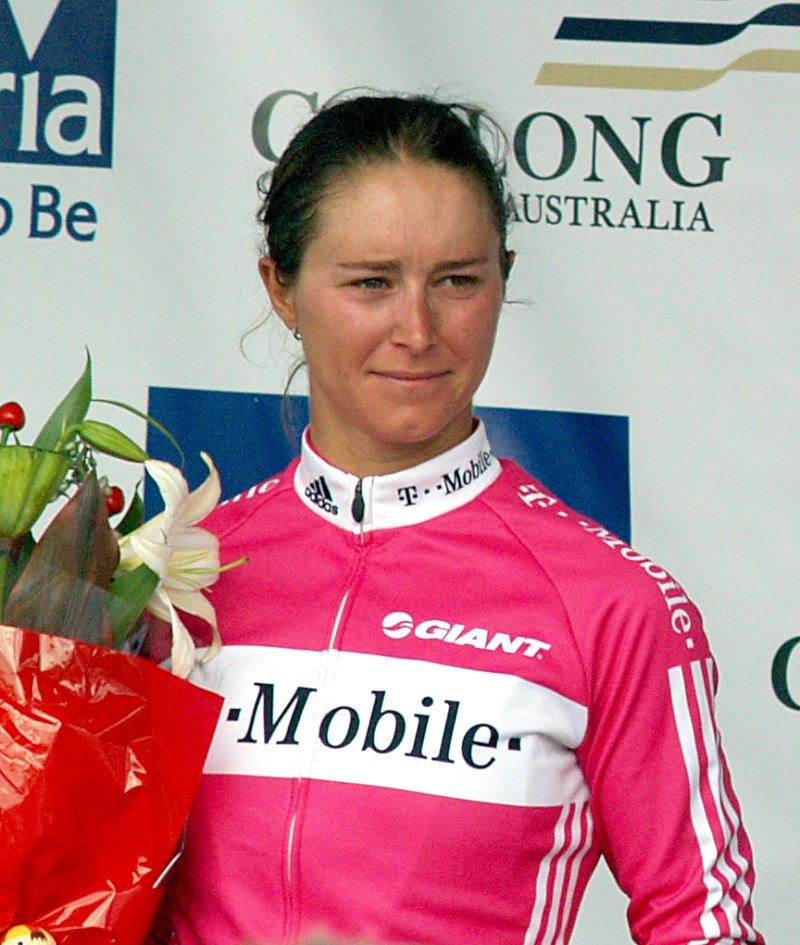
Oenone Wood est la principale recrue de 2007

## Préparation de la saison

### Sponsors et financement de l'équipe
L'équipe est sponsorisée par T-mobile. Le matériel est de marque Giant.

### Arrivées et départs
Le camp d'entraînement a lieu à Lugano en octobre 2006,. Comme l'année précédente, la présentation de l'équipe a lieu communément avec l'équipe masculine en janvier à Majorque et est combinée à stage d'entraînement.
En 2007, l'équipe se renouvelle à 75%. Conservant ses leaders Arndt et Teutenberg, ainsi qu'Anderson, toutes les autres coureuses sont renouvelées. Le recrutement se porte sur des coureuses ayant de l'expérience. Il doit rendre l'équipe compétitives sur des terrains plus variés. Trois nouvelles viennent de l'équipe Nürnberger Versicherung : Kate Bates, Anke Wichmann et Oenone Wood. Cette dernière a remporté les coupes du monde 2004 et 2005, et retrouve Judith Arndt dont elle était coéquipière en 2005. Les autres recrues sont l'Australienne Alex Rhodes, les Néerlandaises Chantal Beltman et Suzanne de Goede, la Danoise Linda Villumsen, la Suédoise Emilia Fahlin,.
Ce grand nombre de renouvellements est dû à une vague de départ à retraite comme Kimberly Bruckner et Mari Holden qui étaient présentes depuis la formation de l'équipe en 2003.
| Arrivée          | Équipe 2006                 |
| ---------------- | --------------------------- |
| Kate Bates       | Nürnberger Versicherung     |
| Chantal Beltman  | Vrienden van het Platteland |
| Emilia Fahlin    | Junior                      |
| Suzanne de Goede | AA-Drink Cycling Team       |
| Alex Rhodes      |                             |
| Linda Villumsen  | Buitenpoort-Flexpoint Team  |
| Anke Wichmann    | Nürnberger Versicherung     |
| Oenone Wood      | Nürnberger Versicherung     |

| Départ              | Équipe 2007         |
| ------------------- | ------------------- |
| Christina Becker    | Getränke Hoffmann   |
| Lyne Bessette       | retraite            |
| Kimberly Bruckner   | retraite            |
| Mari Holden Paulsen | retraite            |
| Magali Le Floc'h    |                     |
| Amy Moore           | retraite            |
| Rebecca Much        | Ridley Factory Team |

### Objectifs
Les objectifs restent similaires à l'année précédente : remporter autant de courses que possible et briller en coupe du monde. L'équipe souhaite également promouvoir le cyclisme féminin en général.

## Coureurs et encadrement technique

### Effectif
| Coureur             | Date de naissance | Nationalité | Équipe 2006                 |
| ------------------- | ----------------- | ----------- | --------------------------- |
| Kimberly Anderson   | 28 janvier 1968   | États-Unis  | T-Mobile                    |
| Judith Arndt        | 23 juillet 1976   | Allemagne   | T-Mobile                    |
| Katherine Bates     | 18 mai 1982       | Australie   | Nürnberger Versicherung     |
| Chantal Beltman     | 26 août 1976      | Pays-Bas    | Vrienden van het Platteland |
| Emilia Fahlin       | 24 octobre 1988   | Suède       | Junior                      |
| Suzanne de Goede    | 16 avril 1984     | Pays-Bas    | AA-Drink Cycling Team       |
| Alexis Rhodes       | 1er décembre 1984 | Australie   |                             |
| Ina-Yoko Teutenberg | 28 octobre 1974   | Allemagne   | T-Mobile                    |
| Linda Villumsen     | 9 avril 1985      | Danemark    | Buitenpoort-Flexpoint Team  |
| Anke Wichmann       | 28 août 1975      | Allemagne   | Nürnberger Versicherung     |
| Oenone Wood         | 24 septembre 1980 | Australie   | Nürnberger Versicherung     |

### Encadrement
L'encadrement est renouvelé en 2007. Si Bob Stapleton reste à la tête de la structure professionnelle, il doit également s'occuper des hommes. Kristy Scrymgeour, une ancienne professionnelle australienne, s'occupe plus spécifiquement des femmes. Au poste de directeur sportif, la championne australienne Anna Wilson vient remplacer Andrzej Bek en fonction depuis 2005. Membres de l'encadrement,,: 
- Directeur : Bob Stapleton.
- Team manager : Kristy Scrymgeour
- Directeur sportif : Anna Wilson
- Entraîneuse : Petra Rossner

## Déroulement de la saison

### Mars: en Océanie

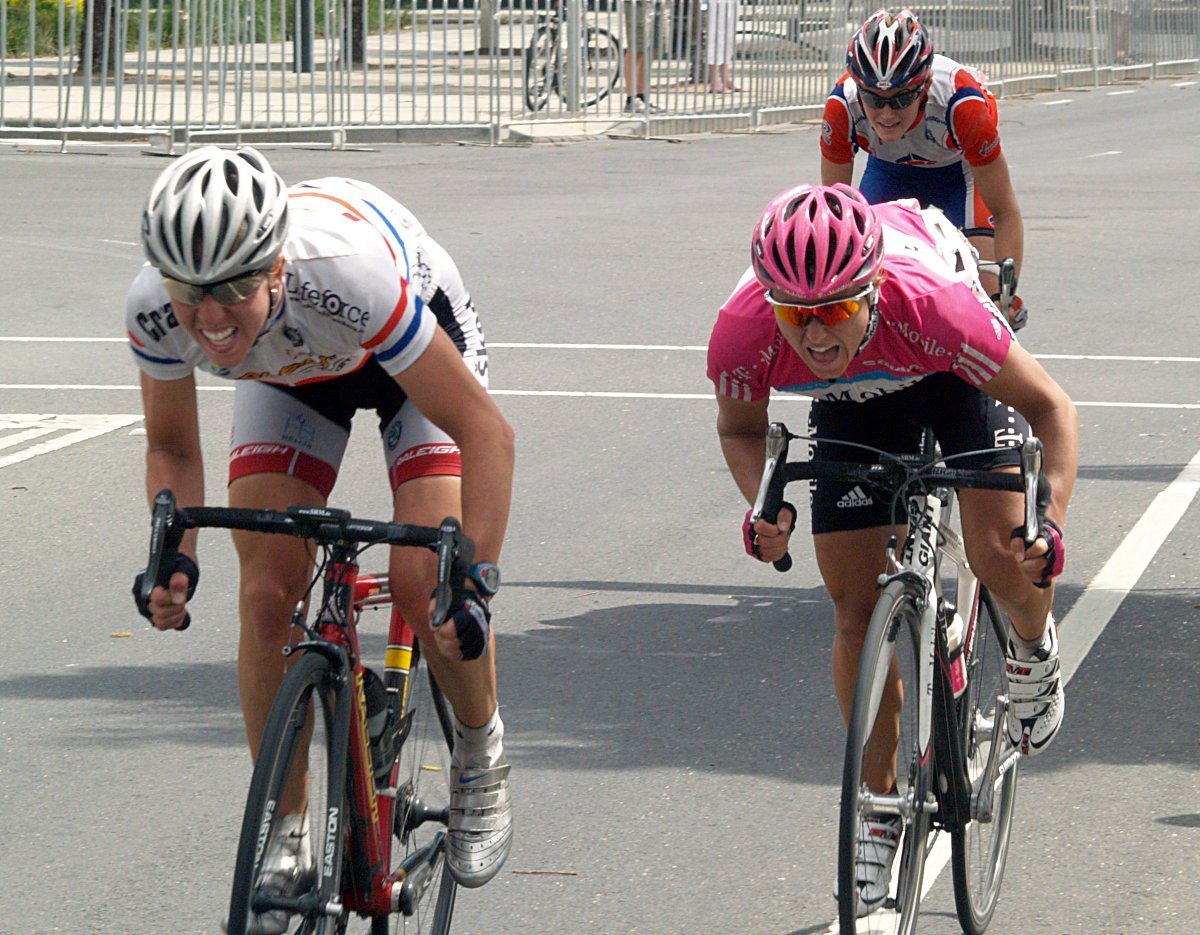
Sprint de Nicole Cooke contre Oenone Wood lors de la Geelong World Cup

La saison débute au Tour de Geelong, sur la première étape contre-la-montre, Judith Arndt est quatrième. Ina-Yoko Teutenberg s'impose sur la deuxième et la troisième étapes au sprint. Oenone Wood est également deuxième de cette dernière étape,. Sur l'ultime étape, Kate Bates est cinquième. Au classement général, Judith Arndt est troisième, Ina-Yoko Teutenberg quatrième. Sur la première manche de la coupe du monde : le Geelong World Cup, Oenone Wood suit Nicole Cooke et Nikki Egyed dans la dernière difficulté, mais termine deuxième du sprint derrière la Galloise. Ina-Yoko Teutenberg gagne le sprint du peloton.  Sur le Tour de Nouvelle-Zélande qui suit, l'équipe fait carton plein : elle remporte toutes les étapes, à une exception, et le classement général par l'intermédiaire de Judith Arnt. Dans le détail, Oenone Wood gagne deux étapes, Ina-Yoko Teutenberg deux également et Judith Arnt une.

### Avril: Classiques
Sur le Tour des Flandres, Suzanne de Goede est la première de l'équipe à la vingt-huitième place dans le groupe sprintant pour la septième place. Le Tour de Drenthe est un autre motif de déception pour l'équipe qui n'a pas réussi à s'imposer. Ina-Yoko Teutenberg est malgré tout quatrième, Suzanne de Goede cinquième. Sur la Flèche wallonne, Judith Arndt est troisième derrière Marianne Vos et Nicole Cooke dans le sprint en côté à Huy.

### Mai: Gracia Orlova et Tour de l'Aude
En mai, à la Gracia Orlova, Judith Arndt s'impose sur la deuxième et troisième étape qui est un contre-la-montre. Elle est également quatrième de l'étape suivante. Elle remporte le classement final. Au Tour de Berne, Oenone Wood est battue par Marianne Vos pour le sprint pour la deuxième place derrière Edita Pučinskaitė après que l'équipe ait contrôler la course.
Au Tour de l'Aude voit Ina-Yoko Teutenberg battue au sprint lors de la première étape par Marianne Vos. La T-Mobile remporte le contre-la-montre par équipe de la deuxième étape, Judith Arndt devient la porteuse du maillot de leader. Sur la quatrième étape, elle termine à la deuxième place du sprint du peloton. La cinquième étape est montagneuse, Arndt s'y classe quatrième et conserve sa première place au classement général. Sur l'étape suivante, Linda Villumsen part en échappée avec cinq autres coureuses. Dans le final, elle part avec Joanne Kiesanowski, qu'elle bat au sprint pour s'imposer. La septième étape se termine par un nouveau sprint, où Judith Arndt est deuxième derrière Marianne Vos. Sur l'étape 8a, Susanne Ljungskog s'échappe au début de l'étape et est suivie par Arndt et Trixi Worrack, la membre de l'équipe T-Mobile se montre la plus rapide et lève les bras. Elle parvient cependant pas à suivre la Suédoise et Worrack sur l'étape 8b, la première prenant le maillot de leader. Le lendemain, Ina-Yoko Teutenberg gagne le sprint du peloton. Au classement final, Judith Arndt est troisième.

### Juin: Montréal et championnats nationaux
La Coupe du Monde Cycliste Féminine de Montréal donne lieu a une course très décousue, où Judith Arnt finit troisième derrière le duo Fabiana Luperini-Mara Abbott, malgré une chute durant la course. Oenone Wood est sixième. Le Tour du Grand Montréal se dispute peu après. Oenone Wood est deuxième de la première et de la deuxième étape derrière Regina Schleicher. Le court contre-la-montre de la troisième étape permet à Judith Arndt de s'imposer. Oenone Wood gagne l'étape suivante qui est un critérium. La dernière étape montant le Mont-Royal est également remportée par Oenone Wood qui gagne en même temps le classement général du tour. Katherine Bates y est troisième, Judith Arndt quatrième.
Suzanne de Goede gagne le 9 juin le Omloop Door Middag-Humsterland devant Marianne Vos. Le lendemain, Ina-Yoko Teutenberg s'impose sur la Liberty Classic où l'équipe se montre dominatrice.
Sur le RaboSter Zeeuwsche Eilanden, Ina-Yoko Teutenberg gagne au sprint la dernière étape très venteuse mais ne parvient pas à empêcher Marianne Vos de gagner le classement général. Plus tôt dans la course, elle s'était échappée avec Chantal Beltman dans un gros groupe de tête, mais se font rattraper. À vingt-cinq kilomètres de l'arrivée Suzanne de Goede et Loes Gunnewijk avaient également tenté leur chance. Ina-Yoko Teutenberg est cinquième du classement général.
Au championnat d'Allemagne sur route, Judith Arndt est battue en contre-la-montre par Hanka Kupfernagel et Charlotte Becker. Sur route, Luise Keller s'impose seule en échappée. Judith Arndt est cinquième. Au Danemark, Linda Villumsen, tenante du titre, ne défend pas son titre,.

### Juillet: Tour d'Italie
Le Tour d'Italie s'élance le 6 juillet de Crocetta del Montello. Oenone Wood termine troisième de la deuxième étape au sprint. Sur le contre-la-montre en côte de la troisième étape, Judith Arndt finit sixième. Le lendemain, Ina-Yoko Teutenberg s'impose au sprint. La cinquième étape est difficile, Judith Arndt y prend de nouveau la sixième place. Sur l'étape suivante, elle s'impose avec quelque mètres d'avance sur Giorgia Bronzini. Ina-Yoko Teutenberg remporte la septième étape au sprint. Lors de la dernière étape, Chantal Beltman part en échappée et termine cinquième. Au classement général final, Judith Arndt est septième.
Mi-juillet, Linda Villumsen gagne le Championnats d'Europe de cyclisme espoirs.
Le vingtième Tour de Thuringe féminin débute par un court contre-la-montre par équipe dans lequel la T-Mobile termine à la troisième place. Sur la deuxième étape, Oenone Wood est troisième. Lors de l'étape suivante, elle prend en poursuite Emma Pooley seule et finit l'étape avec une avance de deux minutes sur le peloton, la britannique franchissant la ligne cinq minutes avant lui. L'étape reine du lendemain voit les adversaires d'Emma Pooley mener rapidement une course de mouvement. Rapidement un groupe composé de douze des meilleures coureuses, dont la leader, se détache. Dans le final, Judith Arndt, accompagnée d'Amber Neben et Noemi Cantele, se détache pour gagner au sprint avec plus de six minutes d'avance sur les poursuivantes. L'Allemand devient par la même occasion leader du classement général. La sixième étape est un contre-la-montre dans lequel Amber Neben gagne du temps sur Judith Arndt et prend la tête au classement général. Judith Arndt est deuxième de la demi-étape suivante mais ne reprend que peu de temps. La dernière étape est donc le théâtre d'une âpre bataille entre les deux coureuses. Au jeu des bonifications, Judith Arndt s'impose finalement dans le même temps que l'Américaine.
Le mois de juillet est donc très bon pour l'équipe : cela lui permet d'occuper la première place du classement mondial.

### Août: Suède et Trophée d'Or
Début août, l'équipe domine l'Open de Suède Vårgårda. À cinquante kilomètres de l'arrivée, Chantal Beltman et Karin Thürig sortent du peloton dans une ascension. Vers la fin de l'épreuve, Beltman attaque et coupe la ligne avec trente deux secondes d'avance sur son ancienne compagnon d'échappée.
Le Trophée d'Or se déroule en six étapes. Oenone Wood est troisième de la deuxième étape, puis quatrième sur l'étape suivante. Ina-Yoko Teutenberg remporte la quatrième et la cinquième étapes au sprint. Lors de la dernière étape, Oenone Wood est troisième. Au classement général, elle est sixième.
Au Grand Prix de Plouay, aussi bien Judith Arndt que Oenone Wood tentent leur chance en échappée mais se font rattrapées. Dans la côte de Ty Marrec, Chantal Beltman ouvre la voie avant d'être dépassée par Judith Arndt et Noemi Cantele. Elles se font ensuite rejoindre par cinq autres coureuses, dont Oenone Wood. Dans la dernière ascension de la Cote du Lezot, cette dernière attaque et est rejointe par Cantele et Marta Bastianelli, puis par Nicole Cooke.  Wood finit quatrième.

### Septembre
Au Boels Ladies Tour, Judith Arndt est deuxième de la première étape derrière Marianne Vos. Elle remporte ensuite la deuxième étape gagnant le sprint d'un groupe de trois, quinze secondes devant le peloton. Le lendemain, Ina-Yoko Teutenberg est battue au sprint par Kirsten Wild, puis lors de la sixième étape par Regina Schleicher. Lors de la dernière étape, un contre-la-montre, Judith Arndt termine cinquième. Elle est deuxième du Boels Ladies Tour.
La coupe du monde se termine par le Tour de Nuremberg. La course se joue au sprint et Ina-Yoko Teutenberg finit deuxième derrière Marianne Vos. Linda Villumsen chute durant l'épreuve et doit annoncer son forfait pour le championnat du monde. Le Tour de Toscane permet à l'équipe T-Mobile de s'imposer sur le contre-la-montre par équipe inaugural. Sur la deuxième étape (a), Judith Arndt termine deuxième. Oenone Wood est quatrième du sprint dans la demi-étape suivante. Sur la troisième étape, Noemi Cantele s'impose et grappille deux secondes à Judith Arndt quatrième. Cette dernière gagne la cinquième étape avec dans sa roue Noemi Cantele. Lors de la dernière étape, Chantal Beltman qui a un retard de une minute trente-sept au classement général, part en échappée. Elle finit cinquième, mais ne reprend qu'une minute trente-trois et est donc deuxième du classement général, Judith Arndt finit troisième à cinq secondes de Noemi Cantele,.
Les championnats du monde ont lieu cette année-là à Stuttgart. Sur l'épreuve du contre-la-montre, seule Oenone Wood est sélectionnée par l'Australie. Sur l'épreuve en ligne, Suzanne De Goede et Chantal Beltman sont sélectionnées par les Pays-Bas tandis que Judith Arndt l'est par l'Allemagne. La première de l'équipe est Oenone Wood à la huitième place.

## Bilan de la saison
L'équipe remporte trente-quatre courses UCI sur route. Elle est première dans ce domaine en devançant la DSB Bank qui en gagne vingt-cinq.

### Victoires

#### Sur route, UCI
| Date         | Course                                       | Pays             | Classe | Vainqueur           |
| ------------ | -------------------------------------------- | ---------------- | ------ | ------------------- |
| 27 février   | 2e étape du Geelong Tour                     | Australie        | 2.2    | Ina-Yoko Teutenberg |
| 28 février   | 3e étape du Geelong Tour                     | Australie        | 2.2    | Ina-Yoko Teutenberg |
| 7 mars       | 1re étape du Tour de Nouvelle-Zélande        | Nouvelle-Zélande | 2.2    | Ina-Yoko Teutenberg |
| 8 mars       | 2e étape du Tour de Nouvelle-Zélande         | Nouvelle-Zélande | 2.2    | Oenone Wood         |
| 9 mars       | 3e étape du Tour de Nouvelle-Zélande         | Nouvelle-Zélande | 2.2    | Oenone Wood         |
| 10 mars      | 4e étape du Tour de Nouvelle-Zélande         | Nouvelle-Zélande | 2.2    | Judith Arndt        |
| 11 mars      | 6e étape du Tour de Nouvelle-Zélande         | Nouvelle-Zélande | 2.2    | Ina-Yoko Teutenberg |
| 11 mars      | Tour de Nouvelle-Zélande                     | Nouvelle-Zélande | 2.2    | Judith Arndt        |
| 4 mai        | 2e étape du Gracia Orlova                    | Tchécoslovaquie  | 2.2    | Judith Arndt        |
| 5 mai        | 3e étape du Gracia Orlova                    | Tchécoslovaquie  | 2.2    | Judith Arndt        |
| 6 mai        | Gracia Orlova                                | Tchécoslovaquie  | 2.2    | Judith Arndt        |
| 24 mai       | 6e étape du Tour de l'Aude cycliste féminin  | France           | 2.1    | Linda Villumsen     |
| 26 mai       | 8ea étape du Tour de l'Aude cycliste féminin | France           | 2.1    | Judith Arndt        |
| 27 mai       | 9e étape du Tour de l'Aude cycliste féminin  | France           | 2.1    | Ina-Yoko Teutenberg |
| 6 juin       | 3e étape du Tour du Grand Montréal           | Canada           | 2.1    | Judith Arndt        |
| 6 juin       | 4e étape du Tour du Grand Montréal           | Canada           | 2.1    | Oenone Wood         |
| 7 juin       | 5e étape du Tour du Grand Montréal           | Canada           | 2.1    | Oenone Wood         |
| 7 juin       | Tour du Grand Montréal                       | Canada           | 2.1    | Oenone Wood         |
| 9 juin       | Omloop Door Middag-Humsterland               | Pays-Bas         | 1.2    | Suzanne de Goede    |
| 10 juin      | Liberty Classic                              | États-Unis       | 1.1    | Ina-Yoko Teutenberg |
| 23 juin      | 3e étape du RaboSter Zeeuwsche Eilanden      | États-Unis       | 2.2    | Ina-Yoko Teutenberg |
| 10 juillet   | 4e étape du Tour d'Italie féminin            | Italie           | 2.1    | Ina-Yoko Teutenberg |
| 13 juillet   | 7e étape du Tour d'Italie féminin            | Italie           | 2.1    | Ina-Yoko Teutenberg |
| 12 juillet   | 6e étape du Tour d'Italie féminin            | Italie           | 2.1    | Judith Arndt        |
| 19 juillet   | Championnats d'Europe de cyclisme espoirs    |                  |        | Linda Villumsen     |
| 27 juillet   | 4e étape du Tour de Thuringe féminin         | Allemagne        | 2.1    | Judith Arndt        |
| 29 juillet   | Tour de Thuringe féminin                     | Allemagne        | 2.1    | Judith Arndt        |
| 5 août       | Open de Suède Vårgårda                       | Suède            | CDM    | Chantal Beltman     |
| 27 août      | 4e étape du Trophée d'Or féminin             | France           | 2.2    | Ina-Yoko Teutenberg |
| 28 août      | 5e étape du Trophée d'Or féminin             | France           | 2.2    | Ina-Yoko Teutenberg |
| 4 septembre  | 2e étape du BrainWash Ladies Tour            | Pays-Bas         | 2.1    | Judith Arndt        |
| 19 septembre | 1re étape du Tour de Toscane                 | Italie           | 2.1    | T-Mobile            |
| 22 septembre | 5e étape du Tour de Toscane                  | Italie           | 2.1    | Judith Arndt        |

#### Sur route, circuit américain
L'équipe est principalement active en Amérique du Nord. Les courses qui s'y déroulent ne font généralement pas partie du calendrier UCI malgré une participation et une dotation équivalente. Le tableau suivant résume les victoires d'importance sur le circuit américain, en particulier sur l'USA Cycling National Racing Calendar.
| Date    | Course                                  | Pays       | Classe    | Vainqueur           |
| ------- | --------------------------------------- | ---------- | --------- | ------------------- |
| 18 mars | Exeter                                  | États-Unis | nationale | Suzanne de Goede    |
| 24 mars | 2e étape de la Redlands Bicycle Classic | États-Unis | nationale | Ina-Yoko Teutenberg |
| 25 mars | 3e étape de la Redlands Bicycle Classic | États-Unis | nationale | Kimberly Anderson   |
| 3 juin  | Allenvale                               | États-Unis | nationale | Ina-Yoko Teutenberg |
| 7 juin  | Reading                                 | États-Unis | nationale | Ina-Yoko Teutenberg |

#### Sur piste
| Date      | Course                                    | Pays | Classe | Vainqueur  |
| --------- | ----------------------------------------- | ---- | ------ | ---------- |
| 1er avril | Championnat du monde de course aux points |      | CDM    | Kate Bates |

### Résultats sur les courses majeures

#### Coupe du monde
| #             | Date | Course                                          | Meilleure classée   | Classement |
| ------------- | ---- | ----------------------------------------------- | ------------------- | ---------- |
| 3 mars        | 1    | Geelong World Cup                               | Oenone Wood         | 2e         |
| 3 avril       | 2    | Tour des Flandres féminin                       | Suzanne de Goede    | 28e        |
| 12 avril      | 3    | Tour de Drenthe                                 | Ina-Yoko Teutenberg | 4e         |
| 25 avril      | 4    | Flèche wallonne féminine                        | Judith Arndt        | 3e         |
| 13 mai        | 5    | Tour de Berne                                   | Oenone Wood         | 3e         |
| 2 juin        | 6    | La Coupe du Monde Cycliste Féminine de Montréal | Judith Arndt        | 3e         |
| 5 août        | 7    | Open de Suède Vårgårda                          | Chantal Beltman     | 1re        |
| 1er septembre | 8    | Grand Prix de Plouay féminin                    | Oenone Wood         | 4e         |
| 16 septembre  | 9    | Tour de Nuremberg                               | Ina-Yoko Teutenberg | 2e         |

Au classement final Ina-Yoko Teutenberg termine troisième avec 160 points, Oenone Wood cinquième avec 139 points. L'équipe est troisième au total des points.

#### Grands tours
| Grand tour           | Tour d'Italie        | Tour de l'Aude       | La Grande Boucle |
| -------------------- | -------------------- | -------------------- | ---------------- |
| Coureur (classement) | Judith Arndt (7e)    | Judith Arndt (3e)    | -                |
| Accessits            | 3 victoires d'étapes | 3 victoires d'étapes | -                |

### Classement UCI
| Rang | Coureur             | Points |
| ---- | ------------------- | ------ |
| 3    | Judith Arndt        | 617.83 |
| 7    | Oenone Wood         | 497.5  |
| 11   | Ina-Yoko Teutenberg | 431    |
| 34   | Suzanne de Goede    | 147    |
| 38   | Chantal Beltman     | 134    |
| 57   | Linda Villumsen     | 82.33  |
| 87   | Katherine Bates     | 54.5   |
| 246  | Kim Anderson        | 8.83   |
| 247  | Emilia Fahlin       | 8      |
| 295  | Anke Wichmann       | 6.5    |

L'équipe est première au classement UCI. À l'exception d'Alex Rhodes, toutes les coureuses y sont classées.